# Ayumu Sasaki
Ayumu Sasaki (佐々木 歩夢, Sasaki Ayumu) né le 4 octobre 2000 est un pilote de moto japonais.

## Statistiques

### Par saison
(Mise à jour après le  Grand Prix moto de la Communauté valencienne 2023)
| Sais  | Cat.  | Moto      | Course | Vict | Pod | Pole | M.tour | Pts | Class | Titre |
| ----- | ----- | --------- | ------ | ---- | --- | ---- | ------ | --- | ----- | ----- |
| 2016  | Moto3 | Honda     | 1      | 0    | 0   | 0    | 0      | 0   | NC    | -     |
| 2017  | Moto3 | Honda     | 18     | 0    | 0   | 0    | 0      | 32  | 20e   | -     |
| 2018  | Moto3 | Honda     | 17     | 0    | 0   | 0    | 0      | 50  | 20e   | -     |
| 2019  | Moto3 | Honda     | 19     | 0    | 0   | 1    | 0      | 62  | 20e   | -     |
| 2020  | Moto3 | KTM       | 15     | 0    | 1   | 0    | 1      | 52  | 16e   | -     |
| 2021  | Moto3 | KTM       | 16     | 0    | 1   | 0    | 0      | 120 | 9e    | -     |
| 2022  | Moto3 | Husqvarna | 18     | 2    | 9   | 2    | 1      | 238 | 4e    | -     |
| 2023  | Moto3 | Husqvarna | 20     | 1    | 11  | 5    | 6      | 268 | 2e    | -     |
| Total |       |           | 124    | 3    | 22  | 8    | 8      | 822 |       | 0     |

### Statistiques par catégorie
(Mise à jour après le  Grand Prix moto de la Communauté valencienne 2023)
| Classer | Saisons | 1er GP   | 1er Podium | 1ère Victoire | Course | Victoires | Podiums | Pôle | M.tours | Points | Titres |
| ------- | ------- | -------- | ---------- | ------------- | ------ | --------- | ------- | ---- | ------- | ------ | ------ |
| Moto3   | 2016-   | MAL 2016 | TER 2020   | NED 2022      | 124    | 3         | 22      | 8    | 8       | 822    | 0      |
| Total   | 2016-   |          |            |               | 124    | 3         | 22      | 8    | 8       | 822    | 0      |

### Courses par année
(les courses en gras indiquent la pole position, les courses en italique indiquent le tour le plus rapide)
| Saison | Catégorie | Moto      | 1       | 2       | 3       | 4      | 5      | 6       | 7       | 8       | 9       | 10     | 11      | 12      | 13      | 14      | 15      | 16     | 17      | 18      | 19     | 20    | Classement | Points |
| ------ | --------- | --------- | ------- | ------- | ------- | ------ | ------ | ------- | ------- | ------- | ------- | ------ | ------- | ------- | ------- | ------- | ------- | ------ | ------- | ------- | ------ | ----- | ---------- | ------ |
| 2016   | Moto3     | Honda     | QAT     | ARG     | AME     | SPA    | FRA    | ITA     | CAT     | NED     | GER     | AUT    | CZE     | GBR     | RSM     | ARA     | JPN     | AUS    | MAL Ab. | VAL     |        |       | NC         | 0      |
| 2017   | Moto3     | Honda     | QAT 11  | ARG 20  | AME 18  | SPA 15 | FRA 19 | ITA 8   | CAT 16  | NED 15  | GER 17  | CZE 15 | AUT 18  | GBR 18  | RSM Ab. | ARA 16  | JPN Ab. | AUS 7  | MAL 12  | VAL 13  |        |       | 20e        | 32     |
| 2018   | Moto3     | Honda     | QAT 8   | ARG 16  | AME 11  | SPA 12 | FRA 16 | ITA 16  | CAT Ab. | NED 19  | GER 10  | CZE 22 | AUT 7   | GBR C   | RSM Ab. | ARA     | THA Ab. | JPN 9  | AUS 10  | MAL 18  | VAL 11 |       | 20e        | 50     |
| 2019   | Moto3     | Honda     | QAT Ab. | ARG 5   | AME Ab. | SPA 15 | FRA 14 | ITA Ab. | CAT 8   | NED 17  | GER 9   | CZE 11 | AUT 13  | GBR 6   | RSM Ab. | ARA 13  | THA Ab. | JPN 13 | AUS 7   | MAL Ab. | VAL 19 |       | 20e        | 62     |
| 2020   | Moto3     | KTM       | QAT 19  | SPA 11  | ANC Ab. | CZE 20 | AUT 13 | STY Ab. | RSM Ab. | EMR 14  | CAT 17  | FRA 6  | ARA 13  | TER 2   | EUR 10  | VAL 19  | POR 13  |        |         |         |        |       | 16e        | 52     |
| 2021   | Moto3     | KTM       | QAT Ab. | DOA 7   | POR 4   | SPA 5  | FRA 5  | ITA 4   | CAT Ab. | GER     | NED     | STY 5  | AUT Ab. | GBR 13  | ARA 3   | RSM 10  | AME 13  | EMI 8  | ALR 6   | VAL 10  |        |       | 9e         | 120    |
| 2022   | Moto3     | Husqvarna | QAT Ab. | INA Ab. | ARG 3   | AME 4  | POR 3  | SPA 6   | FRA 2   | ITA INJ | CAT INJ | GER 4  | NED 1   | GBR Ab. | AUT 1   | RSM Ab. | ARA 2   | JPN 3  | THA 2   | AUS 4   | MAL 2  | VAL 5 | 4e         | 238    |
| 2023   | Moto3     | Husqvarna | POR 6   | ARG Ab. | AME Ab. | SPA 4  | FRA 2  | ITA 3   | GER 2   | NED 2   | GBR 2   | AUT 3  | CAT 4   | RSM 7   | IND 3   | JPN 2   | INA 18  | AUS 2  | THA Ab. | MAL 2   | QAT 6  | VAL 1 | 2e         | 268    |

* Saison en cours.
| Couleur | Résultat                     |
| ------- | ---------------------------- |
| Or      | Vainqueur                    |
| Argent  | 2e place                     |
| Bronze  | 3e place                     |
| Vert    | Terminé, dans les points     |
| Bleu    | Terminé, pas dans les points |
| Violet  | Abandon (Ab.) ou (Ret)       |
| Violet  | Non classé (NC)              |
| Rouge   | Pas qualifié (DNQ)           |
| Noir    | Disqualifié (DSQ)            |
| Blanc   | Pas au départ (DNS)          |
| Blanc   | Forfait (WD)                 |
| Blanc   | N'a pas participé (DNP)      |
| Blanc   | Blessé (INJ)                 |
| Blanc   | Exclu (EX)                   |
| Blanc   | Course annulée (C)           |

## Palmarès

### Victoire en Moto3: 3
| Année | Lieu du Grand Prix                           | Circuit              | Ville                |
| ----- | -------------------------------------------- | -------------------- | -------------------- |
| 2022  | Grand Prix moto des Pays-Bas                 | TT Circuit Assen     | Assen                |
| 2022  | Grand Prix moto d'Autriche                   | Circuit de Spielberg | Spielberg (Autriche) |
| 2023  | Grand Prix moto de la Communauté valencienne | Circuit de Valence   | Valence              |